# Bad Überkingen
Bad Ũberkingen là một xã ở huyện Göppingen ở bang Baden-Württemberg thuộc nước Đức. Đô thị này có diện tích 24,02 km², dân số thời điểm 31 tháng 12 năm 2020 là 3852 người.